# Orthochirus sejnai
Espèce
Orthochirus sejnai est une espèce de scorpions de la famille des Buthidae.

## Distribution
Cette espèce est endémique de la province de Hamedan en Iran. Elle se rencontre vers Gonbad.

## Description
Le mâle holotype mesure 37,67 mm et la femelle paratype 38,02 mm.

## Étymologie
Cette espèce est nommée en l'honneur de Vladimír Šejna.

## Publication originale
- Kovařík, Fet & Yağmur, 2020 : « Further review of Orthochirus Karsch, 1892 (Scorpiones: Buthidae) from Asia: taxonomic position of O. melanurus, O. persa, O. scrobiculosus, and description of six new species. » Euscorpius, vol. , no 318, p. 1-78 (texte intégral).